# Cyanotis cucullata
Cyanotis cucullata är en himmelsblomsväxtart som först beskrevs av Albrecht Wilhelm Roth, och fick sitt nu gällande namn av Carl Sigismund Kunth. Cyanotis cucullata ingår i släktet Cyanotis och familjen himmelsblomsväxter. IUCN kategoriserar arten globalt som livskraftig. Inga underarter finns listade.